# Augustin Jean Fresnel
Augustin Jean Fresnel (IPA [ɔ.ɡy.sˈtɛ̃ ˈʒɑ̃ fʁɛ.ˈnɛl], ur. 10 maja 1788 w Broglie, zm. 14 lipca 1827 w Ville-d’Avray) – francuski inżynier i fizyk, laureat Medalu Rumforda (1824). Jeden z pionierów optyki falowej obok Thomasa Younga.

## Życiorys
Przez wiele lat pracował przy budowach i remontach dróg i mostów.
Prowadził prace z zakresu optyki o fundamentalnym znaczeniu. Był jednym z twórców falowej teorii światła obok Younga. W 1822 odkrył i wyjaśnił polaryzację kołową i eliptyczną światła. Wytłumaczył zjawisko skręcenia płaszczyzny polaryzacji. Zbadał zjawisko przechodzenia światła przez granicę 2 dielektryków i w 1823 sformułował jego prawa. Opracował teorię dwójłomności kryształów i aberracji rocznej światła gwiazd. Przeprowadził doświadczenia nad wpływem ruchu Ziemi na zjawiska optyczne, co stało się podstawą elektrodynamiki poruszających się ciał i szczególnej teorii względności.
Głośne stało się jego otwarte przyznanie pierwszeństwa Georges’owi Buffonowi w kwestii stworzenia pomysłu soczewki Fresnela, którą skonstruował w 1822.

## Upamiętnienie
Jego nazwiskiem nazwano jednostkę częstotliwości (fresnel) odpowiadającą w układzie SI jednemu terahercowi (THz).
Jego nazwisko pojawiło się na liście 72 nazwisk na wieży Eiffla.